# Длиннохвостый углозуб
Длиннохвостый углозуб (Batrachuperus yenyuanensis, (Liu, 1950)) — хвостатое земноводное («тритон») из семейства углозубов (Hynobiidae), обитающее в Юго-Западном Китае.

## Описание
Хвост длиннее туловища, уплощён с боков. Верхняя плавниковая складка высокая, идёт от самого основания хвоста. Конечности короткие, задние уплощены. По спине разбросаны многочисленные мелкие тёмно-коричневые пятна.

## Распространение и образ жизни
Встречается на юго-западе провинции Сычуань на территории уездов Яньюань, Сичан, Мяньнин и Писон. Живёт и размножается в горных потоках и озёрах, находящихся на высотах 2900—4400 м и окружённых густой растительностью.

## Состояние популяций
Редкий, узкоареальный вид. Угрозу, как и другим видам рода, несёт сбор на нужды традиционной китайской медицины и кухни.